# Burning Bridges (EP de Ludacris)
"Burning Bridges" é o Extended Play de estréia do rapper estadunidense Ludacris. O EP foi disponibilizado para Download digital nas plataformas iTunes Store e Google Play em 15 de dezembro, e 17 de dezembro de 2014, respectivamente. O álbum e composto por seis faixas inéditas, tendo participações de artistas como Rick Ross, Cee Lo Green, John Legend, Jason Aldean e Miguel. O EP é foi lançado como aperitivo para o seu oitavo álbum de estúdio Ludaversal que tem lançamento previsto para 31 de Março de 2015.

## Produção
O processo de produção do Extended Play ocorreu em um curto espaço de tempo durante a produção do álbum Ludaversal, sendo lançado na mesma época que alguns dos singles de seu oitavo álbum, como, Party Girls.

## Lançamento e promoção
O EP data e formato de lançamento do disco foi divulgado pelo próprio artista nas suas redes sociais Instagram e Facebook. A capa do álbum foi divulgada por Ludacris em sua conta na no Twitter.

## Singles
- Good Lovin foi o primeiro single oficial do álbum, tendo sido lançado em 31 de outubro de 2014.[11] A canção conta com a participação do cantor Miguel.[1]
- In My Life foi lançada juntamento com o álbum em 16 de dezembro de 2014 no Google Play.[12] A canção foi a primeira colaboração entre Ludacris e John Legend desde Tonight (Best You Ever Had) lançada em 2012, que foi certificada Platina pela Recording Industry Association of America,[13] e pela Federazione Industria Musicale Italiana.[14]

## Recepção
| Críticas profissionais | Críticas profissionais |
| Avaliações da crítica  | Avaliações da crítica  |
| Fonte                  | Avaliação              |
| ---------------------- | ---------------------- |
| AllMusic               | [ 1 ]                  |
| hotnewhiphop           | [ 15 ]                 |

### Crítica
O Extended Play, recebeu críticas mistas para positivas dos críticos da música e fãs. O portal musical hotnewhiphop, avaliou o álbum com quatro estrelas de cinco possíveis.
O portal All Music Guide deu ao álbum três estrelas e meia de cinco possíveis.

## Faixas
| N.º            | Título                               | Compositor(es)                                                                     | Produtor(s)    | Duração |  |
| 1.             | "New Beginning Intro"                | Christopher Bridges, Ramon Owen                                                    |                | 1:34    |  |
| 2.             | "Money" (com Rick Ross)              | Christopher Bridges Clarence McDonald William Roberts Lowrell Simon                |                | 4:53    |  |
| 3.             | "Problems" (com Cee Lo Green)        | Christopher Bridges Tyler Williams                                                 |                | 3:59    |  |
| 4.             | "In My Life" (com John Legend)       | Ralph Benatar Christopher Bridges Guy Delo Douglas Lucas John Stephens             |                | 4:53    |  |
| 5.             | "Burning Bridges" (com Jason Aldean) | Christopher Bridges Jamie N Commons Alexander Grant                                |                | 4:05    |  |
| 6.             | "Good Lovin" (com Miguel)            | Christopher Bridges Ernest Clark Aaron Michael Cox Marcos Palacios Miguel Pimentel | Da Internz     | 3:44    |  |
| Duração total: | Duração total:                       | Duração total:                                                                     | Duração total: | 23:08   |  |

## Desempenho nas paradas
| Paradas (2015)                          | Melhor posição |
| --------------------------------------- | -------------- |
| Estados Unidos (Billboard 200)          | 158            |
| Estados Unidos (Top R&B/Hip Hop Albums) | 23             |
| Estados Unidos (Top Rap Albums)         | 18             |